# Erechthias psammaula
Erechthias psammaula är en fjärilsart som beskrevs av Edward Meyrick 1921. Erechthias psammaula ingår i släktet Erechthias och familjen äkta malar. Inga underarter finns listade i Catalogue of Life.